# Néonatalogie

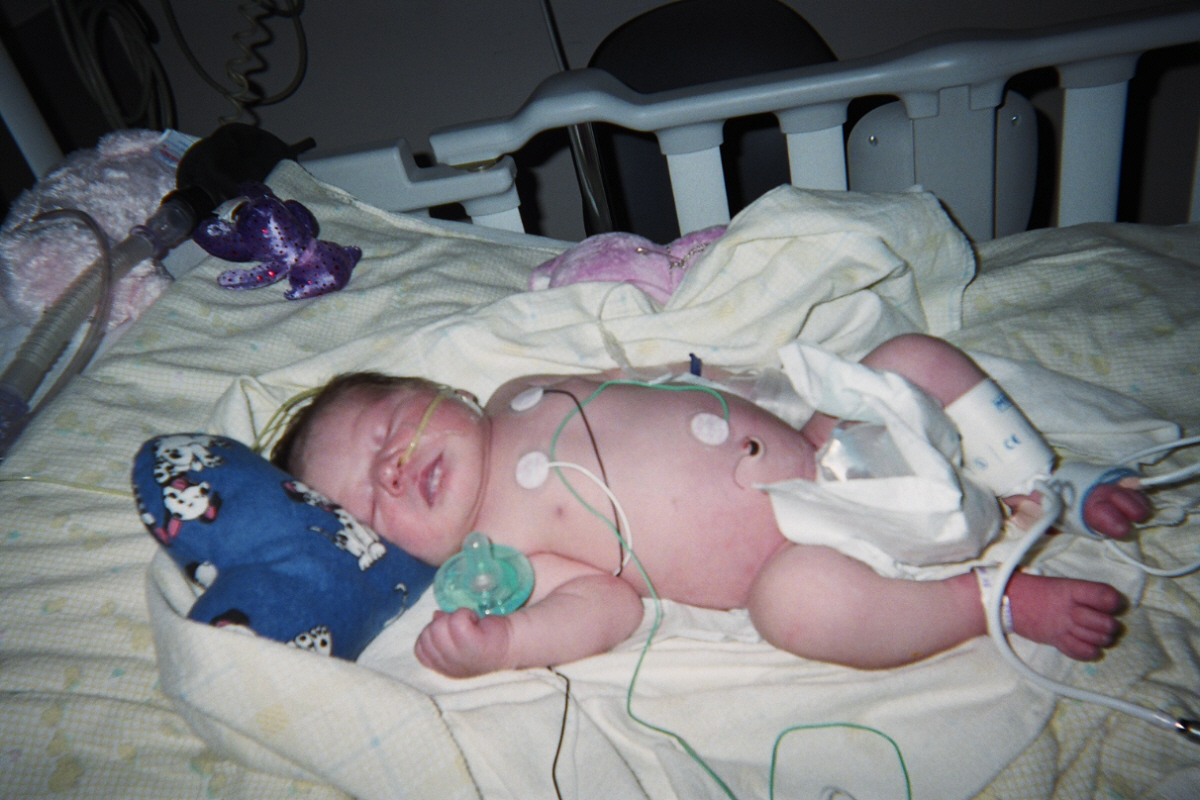
Un nouveau-né en soins intensifs.

La néonatalogie ou néonatologie est une spécialité médicale qui s'attache à prendre en charge les nouveau-nés, définis par un âge inférieur à 28 jours de vie après la naissance. Ceux-ci peuvent être prématurés (nés avant 37 semaines d'aménorrhée), normalement maturés (nés entre 37 et 41 semaines d'aménorrhée + 6 jours inclus) ou postmaturés (nés après 42 semaines d'aménorrhée).
Cette spécialité pédiatrique est à l'interface avec l'obstétrique et s'intéresse au fœtus lors de la vie intra-utérine autant qu'au nouveau-né. Elle peut également s'intéresser au devenir des enfants prématurés. C'est une spécialité hospitalière.